# Siphonella
Siphonella is een vliegengeslacht uit de familie van de halmvliegen (Chloropidae).

## Soorten
- S. oscinina (Fallen, 1820)